# Mike Molloy
Mike Molloy (* 5. Januar 1940 in Sydney, Australien) ist ein australischer Kameramann.

## Leben
Molloy startete sein Berufsleben 1958 als Kameraassistent bei der australischen Wochenschau Cinesound. Ab 1963 fotografierte er kurze und dokumentarische Filme. 1967 übersiedelte Molloy nach Großbritannien, wo er im darauf folgenden Jahr als einfacher Kameramann unter der Chefkamera von Nicolas Roeg bei dem Mick-Jagger-Film  „Performance“ debütierte. Unter John Alcotts Anleitung wirkte Molloy auch an zwei bedeutenden Inszenierungen Stanley Kubricks, „Uhrwerk Orange“ und „Barry Lyndon“, mit. Wieder daheim in Australien, debütierte Mike Molloy 1975 als Chefkameramann von abendfüllenden Kinofilmen, kehrte aber immer wieder für einige Filme nach London zurück. Zu Molloys wichtigsten Arbeiten zählen „Der Todesschrei“, „Der Profi-Killer“ und „die kuriose Affen-Story“ „Link – Der Butler“. Gelegentlich hat Molloy auch in Hollywood und für das Fernsehen gearbeitet.

## Filmografie
beim Kinofilm, wenn nicht anders angegeben
- 1962: Lend Me Your Stable
- 1963: It Droppeth as the Gentle Rain (Kurzfilm)
- 1964: In Song and Dance (Kurzdokumentarfilm)
- 1965: The Yubadarawa Ceremony (Dokumentarfilm)
- 1966: The Broken Hill (Dokumentarfilm)
- 1967: Action in Vietnam (Dokumentarfilm)
- 1968: The Captain Cook Bridge (Dokumentarfilm)
- 1968: Look Over Your Shoulder (Dokumentarfilm)
- 1969: Supershow (Musikdokumentarfilm)
- 1972: Glastonbury Fayre (Musikdokumentarfilm)
- 1973: The Eurobond Market (Kurzdokumentarfilm)
- 1973: The City of London (Kurzdokumentarfilm)
- 1975: Mad Dog (Mad Dog Morgan)
- 1976: Hardcore
- 1977: Summerfield
- 1978: Der Todesschrei (The Shout)
- 1979: Der menschliche Faktor (The Human Factor)
- 1980: Die Entführung des Präsidenten (The Kidnapping of the President)
- 1980: Shock Treatment (Shock Treatment)
- 1981: Dead Easy – Wettlauf mit dem Tod (Dead Easy)
- 1982: Return of Captain Invincible (The Return of Captain Invincible)
- 1983: Verletzte Gefühle (Reflections, Fernsehfilm)
- 1984: The Hit
- 1985: Link – Der Butler (Link)
- 1987: Bethune – Arzt und Held (Dr. Bethune)
- 1989: Scandal
- 1994: Bauhaus in America (Dokumentarfilm)
- 1995: Der Preis der Unsterblichkeit (Bliss)
- 1996: Welcome to Woop Woop
- 1997: All the Little Animals
- 1999: Arche Noah – Das größte Abenteuer der Menschheit (Noah’s Ark, Fernsehzweiteiler)
- 2000: Shiner – Jenseits von gut und böse (Shiner)
- 2001: Der vierte Engel (The Fourth Angel)
- 2003: The Ball (Kurzfilm)
- 2013: Anima (Kurzfilm)